# 扎图林
扎图林（羅馬化：Zatulin或俄语：，羅馬化：Zaturin）可能指：

## 人物
- 康斯坦丁·费奥多罗维奇·扎图林（Константин Фёдорович Затулин），俄罗斯政治人物、国家杜马议员

## 地名
- 扎图林（Затурин），乌克兰村庄

|  | 本页或本分段罗列了姓氏为「扎图林」的人物。 如果是一个指代特定个人的内链将您引导到本页，請考慮修正該人物的名字以將链接指向正確的條目。 |